# Antinoj iz Townleya
Antinoj iz Townleya mramorna je portretna glava grčkog mladića Antinoja, dečka ili ljubavnika rimskog cara Hadrijana, koji nosi vijenac od bršljana. Sada je dio zbirke londonskog British Museuma, a bio je i dio Townleyevih mramora. Samo je glava antička, nekoć je pripadala kipu iz c. 130–140 i kasne vladavine Hadrijana (r. 117–138); poprsje je moderan dodatak.Portret vjerojatno prikazuje mladića kao Dioniza–Bakha. Poprsje je nabavljeno zajedno s ostatkom antikviteta koje je na Grand Touru prikupio član Kraljevskog društva, Charles Townley. Crtež poprsja pripisan Vincenzu Pacettiju također se nalazi u zbirci muzeja.
Vjeruje se da je glava, isklesana od parskog mramora, pronađena na brdu Janiculum u blizini Ville Doria Pamphili u Rimu 1770., u području koje je tada bilo poznato kao tal. Tenuta della Tedesca – Njemičino imanje. On i ostaci kipa kojem je pripadao pronađeni su korišteni kao spolija u zidu uz cestu u blizini Porta San Pancrazio, vrata u Aurelijanovim zidinama. Townley je kupio glavu u srpnju 1773. od Thomasa Jenkinsa, antikvarijata i trgovca umjetninama, za £150. Glava je već bila u Britaniji u lipnju 1774., vjerojatno je prethodno bila u vlasništvu Johna Sackvillea, 3. vojvode od Dorseta, od kojeg je Jenkins u srpnju 1773. napisao da je "treba primiti".

## Vanjske poveznice
|  | Zajednički poslužitelj ima još gradiva o temi Bista Antinoja iz Janiculuma (BM Sc1899) |